# Ernst Toller
Ernst Toller (Samotschin, 1. prosinca 1893. – New York, 22. svibnja 1939.), njemački književnik. 
Bio je dobrovoljac u Prvom svjetskom ratu. Razočaran onim što je doživio na fronti, istupa protiv rata, organizirajući u Heidelbergu ligu studenata koji se zalažu za mir. Sudjelovao je u stvaranju Bavarske sovjetske republike, a zbog revolucionarne djelatnosti osuđen je na pet godina tamnice. Nakon Hitlerova dolaska na vlast emigrirao je u Ameriku. Godine 1939. izvršio je samoubojstvo. 
Bio je pjesnik, dramatičar, autor memoara, putopisac, jedan od istaknutih predstavnika njemačkog ekspresionizma, a u razdoblju između dva rata istaknuti antifašist čije se književno djelovanje ne može odvojiti od političkoga.

## Djela
- "Knjiga o lastavicama",
- "Razulareni Wothar",
- "Jedna mladost u Njemačkoj",
- "Pisma iz tamnice",
- "Bio sam Nijemac".